# Gutsbezirk Reinhardswald
Gutsbezirk Reinhardswald är ett kommunfritt område i Landkreis Kassel i Regierungsbezirk Kassel i förbundslandet Hessen i Tyskland.